# Podmolnik
Podmolnik – wieś w Słowenii, w gminie miejskiej Lublana. W 2018 roku liczyła 500 mieszkańców. 